# أكيهيسأ أوكادا
أكيهيسأ أوكادا (باليابانية: 岡田 明久) (مواليد 28 سبتمبر 1994)، هو لاعب كرة قدم سابق كان يلعب كحارس مرمى.

## وصلات خارجية
- أكيهيسأ أوكادا على موقع رابطة كرة القدم اليابانية للمحترفين (اليابانية)
- أكيهيسأ أوكادا على موقع قاعدة بيانات كرة القدم.إي يو (الإنجليزية)
- أكيهيسأ أوكادا على موقع Soccerway.com (الإنجليزية)
- أكيهيسأ أوكادا على موقع عالم كرة القدم.نت (الإنجليزية)